# David Purley
David Charles Purley, britanski dirkač Formule 1, * 26. januar 1945, Bognor Regis, West Sussex, Anglija, Združeno kraljestvo, † 2. julij 1985, Bognor Regis, West Sussex, Anglija.
David Purley je pokojni britanski dirkač Formule 1. Debitiral je v sezoni 1973, ki je na štirih dirkah dvakrat odstopil, ob tem pa dosegel petnajsto mesto na Veliki nagradi Nemčije in deveto mesto na Veliki nagradi Italije, kar je njegov najboljši rezultat kariere. V naslednji sezoni 1974 je nastopil le na domači Veliki nagradi Velike Britanije, kjer se mu ni uspelo kvalificirati na dirko. V sezoni 1977 je nastopil na petih dirkah, toda višje od trinajstega mesta se mu ni več uspelo uvrstiti, kasneje pa ni več nastopal v Formuli 1. Umrl je leta 1985 v letalski nesreči.

## Popolni rezultati Formule 1
(legenda) (odebeljene dirke pomenijo najboljši štartni položaj, poševne pa najhitrejši krog, †-uvrščen kljub odstopu)
| Leto | Moštvo            | Šasija     | Motor       | 1   | 2   | 3   | 4    | 5       | 6       | 7      | 8      | 9       | 10      | 11     | 12  | 13    | 14  | 15  | 16  | 17  | Prv | Toč |
| ---- | ----------------- | ---------- | ----------- | --- | --- | --- | ---- | ------- | ------- | ------ | ------ | ------- | ------- | ------ | --- | ----- | --- | --- | --- | --- | --- | --- |
| 1973 | LEC Refrigeration | March 731  | Cosworth V8 | ARG | BRA | JAR | ŠPA  | BEL     | MON Ret | ŠVE    | FRA    | VB DNS  | NIZ Ret | NEM 15 | AVT | ITA 9 | KAN | ZDA |     |     | -   | 0   |
| 1974 | Token Racing      | Token RJ02 | Cosworth V8 | ARG | BRA | JAR | ŠPA  | BEL     | MON     | ŠVE    | NIZ    | FRA     | VB DNQ  | NEM    | AVT | ITA   | KAN | ZDA |     |     | -   | 0   |
| 1977 | LEC Refrigeration | LEC CRP1   | Cosworth V8 | ARG | BRA | JAR | ZZDA | ŠPA DNQ | MON     | BEL 13 | ŠVE 14 | FRA Ret | VB DNPQ | NEM    | AVT | NIZ   | ITA | ZDA | KAN | JAP | -   | 0   |